# Pero strapa
Pero strapa là một loài bướm đêm trong họ Geometridae.